# Rob Paulsen

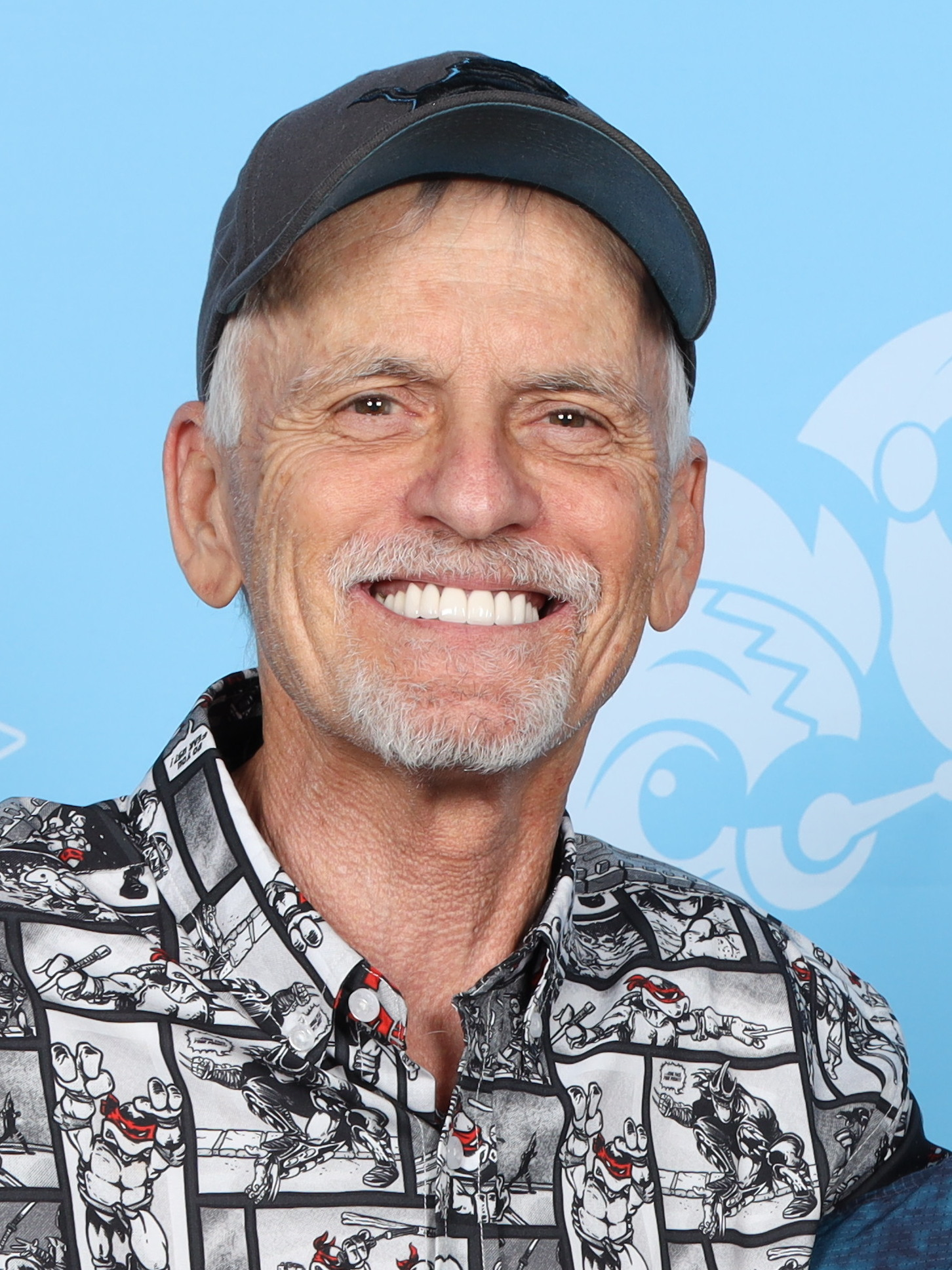
Robert Fredrick Paulsen (2024)

Robert Fredrick „Rob“ Paulsen III (* 11. März 1956 in Detroit, Michigan) ist ein US-amerikanischer Schauspieler und Synchronsprecher. Neben einigen namhaften Hauptrollen bekannter Zeichentrickserien sprach Paulsen in seiner Karriere über 250 unterschiedliche Zeichentrickfiguren und in über 1000 Werbespots.

## Leben
In seiner Karriere lieh Paulsen bereits über 250 verschiedenen animierten Figuren seine Stimme und war in über 1000 Werbungen zu hören. Neben unzähligen kleineren Rollen als Synchronsprecher ist Paulsen für die Stimmen vieler bekannter Zeichentrickhelden bekannt.

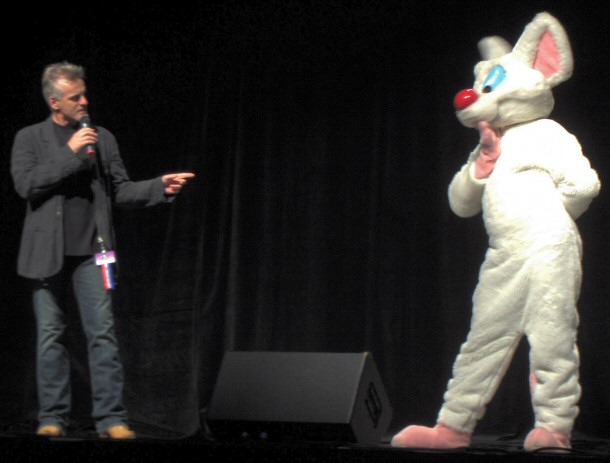
Paulsen mit Pinky (2007)

So gab Paulsen gleich zwei berühmten Schildkröten seine Stimme: In der Zeichentrickserie Teenage Mutant Hero Turtles sprach er von 1987 bis 1995 Raphael, in der gleichnamigen 3D-Animationsserie spricht er seit 2012 Donatello. In der Zeichentrickserie Die Maske sprach er Stanley Ipkiss, Saber Rider in Saber Rider und die Starsheriffs, Yakko Warner in Animaniacs, Pinky in Pinky und der Brain, KJ in Goofy und Max und Karl Keuchler in Jimmy Neutron. In zwölf der 13 Zeichentrickfilme und der gleichnamigen Zeichentrickserie In einem Land vor unserer Zeit sprach er den Dinosaurier Spike.
Für seine Synchronisation des Pinky erhielt er vier Nominierungen für einen Annie Award, wovon er drei gewann, und drei Nominierungen für einen Daytime Emmy Award, mit dem er einmal ausgezeichnet wurde.
Paulsen ist mit Parrish Todd verheiratet, mit der er einen gemeinsamen Sohn hat.

## Filmografie (Auswahl)

### Schauspieler
- 1984: Der Tod kommt zweimal (Body Double)
- 1986: Die Stewardessen Academy (Stewardess School)
- 1987: Mel Brooks’ Spaceballs (Spaceballs)
- 1988: Perfect Match – Ein tolles Paar (The Perfect Match)
- 1989: Warlock – Satans Sohn (Warlock)

### Synchronsprecher

#### Videospiele
- 1990: The Secret of Monkey Island
- 1991: Teenage Mutant Ninja Turtles: Turtles in Time
- 1994: Lost Vikings 2
- 1996: Toonstruck
- 1999: Planescape: Torment
- 2000: Flucht von Monkey Island (Escape from Monkey Island)
- 2001: Baldur’s Gate 2: Thron des Bhaal (Baldur’s Gate 2: Throne of Bhaal)
- 2002: Star Wars: Jedi Starfighter
- 2002: Star Wars: Galactic Battlegrounds
- 2003: Freelancer
- 2004: Doom 3
- 2005: The Incredibles: Rise of the Underminer
- 2006: The Sopranos: Road to Respect
- 2008: SpongeBob SquarePants featuring Nicktoons: Globs of Doom
- 2009: FusionFall
- 2011: Ben 10: Galactic Racing
- 2018: Rise of the Teenage Mutant Ninja Turtles

#### Filme
- 1987: Scooby-Doo Meets the Boo Brothers (Die Geisterjäger)
- 1988: Scooby Doo und der widerspenstige Werwolf (Scooby-Doo and the Reluctant Werewolf)
- 1988: Yogis Entführung ins Weltall (Yogi & the Invasion of the Space Bears)
- 1990: Jetsons – Der Film (Jetsons: The Movie)
- 1994: In einem Land vor unserer Zeit II – Das Abenteuer im Großen Tal (The Land Before Time II: The Great Valley Adventure)
- 1995: Aladdin und der König der Diebe (Aladdin and the King of Thieves)
- 1995: Goofy – Der Film (A Goofy Movie)
- 1995: In einem Land vor unserer Zeit III – Die Zeit der großen Gabe (The Land Before Time III: The Time of the Great Giving)
- 1996: In einem Land vor unserer Zeit IV – Im Tal des Nebels (The Land Before Time IV: Journey Through the Mists)
- 1997: In einem Land vor unserer Zeit V – Die geheimnisvolle Insel (The Land Before Time V: The Mysterious Island)
- 1998: Belles zauberhafte Welt (Belle’s Magical World)
- 1998: Pocahontas 2 – Die Reise in eine neue Welt (Pocahontas II: Journey to a New World)
- 2000: Arielle, die Meerjungfrau 2 – Sehnsucht nach dem Meer (The Little Mermaid II: Return to the Sea)
- 2000: Goofy nicht zu stoppen (An Extremely Goofy Movie)
- 2001: In einem Land vor unserer Zeit VII – Der geheimnisvolle Zauberstein (The Land Before Time VII: The Stone of Cold Fire)
- 2001: In einem Land vor unserer Zeit VIII – Der erste Schnee (The Land Before Time VIII: The Big Freeze)
- 2001: Jimmy Neutron – Der mutige Erfinder (Jimmy Neutron: Boy Genius)
- 2001: Mickys großes Weihnachtsfest – Eingeschneit im Haus der Maus (Mickey’s Magical Christmas: Snowed in at the House of Mouse)
- 2001: Susi und Strolch 2: Kleine Strolche – Großes Abenteuer! (Lady and the Tramp 2 – Scamp’s Adventure)
- 2001: Verschwörung der Superschurken (Mickey’s House of Villains)
- 2002: Balto – Auf der Spur der Wölfe (Balto: Wolf Quest)
- 2002: Cinderella 2 – Träume werden wahr (Cinderella II: Dreams Come True)
- 2002: In einem Land vor unserer Zeit IX – Die Reise zum großen Wasser (The Land Before Time IX: Journey to the Big Water)
- 2002: Peter Pan: Neue Abenteuer in Nimmerland (Return to Never Land)
- 2002: Robbie, das Rentier in Die Legende des vergessenen Stammes  (Legend of the Lost Tribe)
- 2003: 101 Dalmatiner Teil 2 – Auf kleinen Pfoten zum großen Star! (101 Dalmatians II: Patch’s London Adventure)
- 2003: In einem Land vor unserer Zeit X – Die große Reise (The Land Before Time X: The Great Longneck Migration)
- 2003: Stitch & Co. – Der Film (Stitch! The Movie)
- 2004: Disneys Klassenhund: Der Film (Teacher’s Pet)
- 2004: Micky, Donald, Goofy – Die drei Musketiere (Mickey, Donald, Goofy: The Three Musketeers)
- 2004: Mickys turbulente Weihnachtszeit (Mickey’s Twice Upon a Christmas)
- 2004: Mulan 2 (Mulan II)
- 2005: In einem Land vor unserer Zeit XI – Das Geheimnis der kleinen Saurier (The Land Before Time XI: Invasion of the Tinysauruses)
- 2005: Tom & Jerry – Abenteuer auf dem Mars (Tom and Jerry Blast Off to Mars!)
- 2006: Cap und Capper 2 – Hier spielt die Musik (The Fox and the Hound 2)
- 2006: Der tierisch verrückte Bauernhof (Barnyard)
- 2006: In einem Land vor unserer Zeit XII – Die große Flugschau (The Land Before Time XII: The Great Day of the Flyers)
- 2006: Leroy & Stitch
- 2006: Lucas, der Ameisenschreck (The Ant Bully)
- 2007: Cinderella – Wahre Liebe siegt (Cinderella III: A Twist in Time)
- 2007: In einem Land vor unserer Zeit XIII – Auf der Suche nach dem Beerental (The Land Before Time XIII: The Wisdom of Friends)
- 2008: Tinkerbell (Tinker Bell)
- 2009: El Superbeasto (The Haunted World of Superbeasto)
- 2009: Tinkerbell – Die Suche nach dem verlorenen Schatz (Tinker Bell and the Lost Treasure)
- 2010: Tinkerbell – Ein Sommer voller Abenteuer (Tinker Bell and the Great Fairy Rescue)
- 2011: Das Rotkäppchen-Ultimatum (Hoodwinked Too! Hood vs. Evil)
- 2022: Rise of the Teenage Mutant Ninja Turtles: The Movie

#### Serien
- 1981: Die Schlümpfe (The Smurfs, unbekannte Anzahl an Folgen)
- 1986–1991: Disneys Gummibärenbande (Disney’s Adventures of the Gummi Bears, 18 Folgen)
- 1987–1988: Saber Rider und die Starsheriffs (Saber Rider and the Star Sheriffs, 52 Folgen)
- 1987: DuckTales – Neues aus Entenhausen (DuckTales, vier Folgen)
- 1987–1995: Teenage Mutant Hero Turtles (Teenage Mutant Ninja Turtles, 170 Folgen)
- 1990–1992: Tiny Toon Abenteuer (Tiny Toon Adventures, 40 Folgen)
- 1991–1992: Darkwing Duck (zehn Folgen)
- 1991–1992: Yo Yogi (19 Folgen)
- 1991–1995: Tazmania (Taz-Mania, 52 Folgen)
- 1992: Goofy und Max ((Disney’s) Goof Troop, 48 Folgen)
- 1993–1998: Animaniacs (Steven Spielberg Presents: Animaniacs, 56 Folgen)
- 1993–1996: Biker Mice from Mars (65 Folgen)
- 1993–1994: Mighty Max (40 Folgen)
- 1993–1994: Sonic the Hedgehog (Sonic the Hedgehog, 26 Folgen)
- 1994–1995: Aladdin (sechs Folgen)
- 1994–1996: Der Tick (The Tick, 24 Folgen)
- 1995–1997: Die Maske (The Mask: The Animated Series, 54 Folgen)
- 1995–1996: Abenteuer mit Timon und Pumbaa (Timon & Pumbaa, zehn Folgen)
- 1995–1998: Pinky und der Brain (Pinky and the Brain, 65 Folgen)
- 1996–1998: Casper (52 Folgen)
- 1996: Die Dschungelbuch-Kids (Jungle Cubs, 13 Folgen)
- 1996–2003: Dexters Labor (Dexter’s Laboratory, 20 Folgen)
- 1998–1999: Pinky, Elmyra & der Brain (13 Folgen)
- 1998–2004: Powerpuff Girls (The Powerpuff Girls, zehn Folgen)
- 2000–2001: Captain Buzz Lightyear – Star Command (Buzz Lightyear of Star Command, sechs Folgen)
- 2002–2006: Jimmy Neutron (The Adventures of Jimmy Neutron: Boy Genius, 58 Folgen)
- 2002–2007: Kim Possible (20 Folgen)
- 2003–2005: Lilo & Stitch (Lilo & Stitch: The Series, 13 Folgen)
- 2004–2006: Jimmy Neutron vs. Timmy Turner (The Jimmy Timmy Power Hour, drei Teile)
- 2005–2007: Katzekratz (Catscratch, sieben Folgen)
- 2007: In einem Land vor unserer Zeit (The Land Before Time, 26 Folgen)
- 2013–2017: Teenage Mutant Ninja Turtles
- 2019: Grünes Ei mit Speck (Green Eggs and Ham, zwei Folgen)